# Volum pulmonar
Els volums pulmonars o capacitats pulmonars es refereixen als diferents volums d'aire característics en la respiració humana. Un pulmó humà pot emmagatzemar al voltant de 5 litres d'aire en el seu interior, però una quantitat significativament menor és la que s'inspira i s'expira durant la respiració.
Els més habituals són:
- Volum corrent (VC o VT): volum d'aire inspirat o expirat en cada respiració normal, és d'uns 500ml aproximadament.
- Volum de reserva inspiratori (VRI): volum addicional màxim d'aire que es pot inspirar per sobre del volum corrent normal; habitualment és igual a uns 3,000 ml.
- Volum de reserva expiratori (VRE): quantitat addicional màxima d'aire que es pot expirar mitjançant una expiració forçada, després d'una expiració corrent normal, normalment és d'uns 1,100 ml.
- Volum residual (VR): volum d'aire que queda als pulmons i les vies respiratòries després de l'expiració forçada, suposa de mitjana uns 1,200 ml aproximadament. Aquest volum no pot ser exhalat.
- Capacitat inspiratòria (CI): volum d'aire que una persona pot respirar començant en el nivell d'una expiració normal i distenent al màxim els seus pulmons (3,500 ml aprox). CI = VC + VRI.
- Capacitat residual funcional (CRF): volum d'aire que queda als pulmons després d'una expiració normal (2,300 ml aprox). CRF = VRE + VR.
- Capacitat vital (CV): volum d'aire que és possible expulsar dels pulmons després d'haver inspirat completament. Són al voltant de 4.6 litres. CV = VRI + VC + VRE.
- Capacitat pulmonar total (CPT): volum d'aire que hi ha en l'aparell respiratori, després d'una inhalació màxima voluntària. Correspon a aproximadament 6 litres d'aire. És el màxim volum al qual poden expandir els pulmons amb el màxim esforç possible (5,800 ml aprox). CPT = VC + VRI + VRE + VR.

Per a determinar-los s'utilitzen les proves funcionals respiratòries.